# Bachwa Tiediejew
Bachwa Otarowicz Tiediejew (ros. Бахва Отарович Тедеев, ur. 18 września 1969 w Cchinwali) – rosyjski piłkarz grający na pozycji środkowego pomocnika. W swojej karierze rozegrał 6 meczów i strzelił 1 gola w reprezentacji Rosji.

## Kariera klubowa
Swoją karierę piłkarską Tiediejew rozpoczął w klubie Dinamo Tbilisi. W 1988 roku awansował do pierwszego zespołu i wtedy też zadebiutował w jego barwach w Wysszej Lidze. W Dinamie występował przez rok.
W 1990 roku Tiediejew przeszedł do Spartaka Ordżonkidze. W sezonie 1990 wygrał z nim rozgrywki Pierwej Ligi. Od 1991 roku grał ze Spartakiem w Priemjer-Lidze. W sezonie 1992 wywalczył z nim wicemistrzostwo Rosji. W 1993 roku grał w Dynamie Moskwa, a w 1994 roku wrócił do Spartaka. W sezonie 1995 został z nim mistrzem Rosji, a w sezonie 1996 0 wicemistrzem. W 1998 roku był zawodnikiem Lokomotiwu Moskwa. W latach 1999–2001 grał w Ałaniji Władykaukaz, w której zakończył karierę.
| Sezon | Klub                        | Kraj  | Rozgrywki     | Mecze | Gole |
| ----- | --------------------------- | ----- | ------------- | ----- | ---- |
| 1988  | Dinamo Tbilisi              | ZSRR  | Wysszaja Liga | 5     | 0    |
| 1989  | Dinamo Tbilisi              | ZSRR  | Wysszaja Liga | 13    | 3    |
| 1990  | Spartak Ordżonkidze         | ZSRR  | Pierwaja Liga | 37    | 23   |
| 1991  | Spartak Władykaukaz         | Rosja | Priemjer-Liga | 28    | 6    |
| 1992  | Spartak Władykaukaz         | Rosja | Priemjer-Liga | 20    | 8    |
| 1993  | Dinamo Moskwa               | Rosja | Priemjer-Liga | 20    | 8    |
| 1994  | Spartak Władykaukaz         | Rosja | Priemjer-Liga | 28    | 4    |
| 1995  | Spartak-Ałanija Władykaukaz | Rosja | Priemjer-Liga | 28    | 10   |
| 1996  | Ałanija Władykaukaz         | Rosja | Priemjer-Liga | 28    | 11   |
| 1997  | Ałanija Władykaukaz         | Rosja | Priemjer-Liga | 16    | 3    |
| 1998  | Lokomotiw Moskwa            | Rosja | Priemjer-Liga | 15    | 1    |
| 1999  | Ałanija Władykaukaz         | Rosja | Priemjer-Liga | 25    | 3    |
| 2000  | Ałanija Władykaukaz         | Rosja | Priemjer-Liga | 28    | 10   |
| 2001  | Ałanija Władykaukaz         | Rosja | Priemjer-Liga | 21    | 1    |

## Kariera reprezentacyjna
W reprezentacji Rosji Tiediejew zadebiutował 13 lutego 1993 roku w wygranym 1:0 towarzyskim meczu ze Stanami Zjednoczonymi, rozegranym w Orlando. W kadrze narodowej od 1993 do 1994 roku wystąpił 6 razy i zdobył 1 gola.